# Eulepidotis reducens
Eulepidotis reducens là một loài bướm đêm trong họ Erebidae.